# Karel Slabeňák
Karel Slabeňák (18. září 1907 Valašské Klobouky – 4. září 1977 Trenčín, v některých zdrojích také jako Karel Slaběňák nebo Karol Slabeňák) byl římskokatolický kněz, administrátor děkanského úřadu v Blovicích a udavač.

## Působení v Blovicích
Mládí strávil v Trenčíně (Hvězdoslavova ulice 31), kde byl jeho otec Jan Slaběňák vyhlášeným krejčovským mistrem. Karlova rodina se vyznačovala silnou vírou v Boha. V květnu 1931 absolvoval Karel Slaběňák klasické gymnázium v Českých Budějovicích, kde později také vystudoval kněžský seminář. Počátkem června 1936 přijal v Českých Budějovicích jáhenské svěcení a tím ukončil kněžská studia. Koncem stejného měsíce oslavil v Trenčíně svou primici. V červenci 1936 byl ustanoven kaplanem v Jistebnici, ale již v září téhož roku byl přeložen do Červené Řečice na Pelhřimovsku. Zde sepsal dílko Dějiny starobylého města Červená Řečice. V srpnu 1938 se stal kaplanem v Měčíně u Švihova.
Od podzim 1938 byl  Karel Slaběňák administrátorem děkanského úřadu v Blovicích. Měl zdejší farnost spravovat namísto odvolaného dlouholetého děkana Václava Buzka, podezřelého z rozsáhlých finančních machinací. Dne 27. února 1939 byl na základě Slaběňákova dehonestujícího dopisu odvolán blovický starosta Petr Hrach. Počátkem roku 1940 se navíc Slaběňák dostal do ostrého konfliktu s majitelem velkostatku Hradiště u Blovic Klikarem. V roce 1942 nalezl Slaběňák na faře důkazy pro odsouzení svého předchůdce, děkana Buzka.
V letech 1941 a 1942 bylo plzeňské gestapo zahlceno velkým množstvím anonymních udavačských dopisů na blovické občany, které psal právě Slabeňák. Udal i svého varhaníka Antonína Žídka (také udavače), kostelníka a katechetu Tomáše Šlégra. Tehdejší velitel plzeňského gestapa Anton Lehner měl v Blovicích příbuzné a známé, a proto dopisům nepřikládal žádnou váhu a nepodnikal žádné akce. Protože ale byla obava z obvinění gestapa z nečinnosti, rozhodl se Lehner konat.
Největší razie proti neexistující protiněmecké odbojové skupině NOS v Blovicích proběhla 10. června 1942 (tedy v den vypálení Lidic), kdy bylo zatčeno celkem 26 osob: Viktor Beneš, František Blažek, Jan Buršík, Josef Homan, Karel Homan, Rudolf Homan, Jan Klement, Karel Kolerus, Slavoj Kozák, Gusta Kozáková, Hynek Khodl, Bohuslav Kudlička (ze Ždírce), Růžena Kurzová, Julie Paulová, Jan Rádl, František Sýkora, Jaroslav Šafařík – Šafara (který poté na následky věznění zemřel), Josef Škořepa, Tomáš Šlégr, Karel Trubač, Josef Úbl, Hynek Vágner (z Hradišťského Újezda, zemřel na následky věznění), Jan Vendl, JUDr. Anna Vítková, JUDr. Karel Záhořík a Antonín Žídek, kteří byli odvezeni do borské věznice.
Německé úřady všechny dopisy prověřovaly, ale nezakládaly se na pravdě. Slabeňákovi však zatčení 26 blovických obyvatel nestačilo. Psal proto dopisy i nadále. Neopomenul postěžovat si v dopisech adresovaných K. H. Frankovi a Emanuelu Moravcovi na nečinnost gestapa a požadoval popravit každého desátého zatčeného blovického občana. To mělo za následek další vlnu zatýkání na podzim téhož roku. V prosinci však byla většina zatčených propuštěna.

## Zatčení
Slabeňák byl (i na základě grafologického posudku) zatčen gestapem 30. ledna 1943. Během zatýkání se u něj našlo několik ještě neposlaných udání, a dokonce i pornografické materiály. Důvodem jeho udávání byly pocit zneuznání a znechucení nad tím, že jej nadřízené církevní orgány dosud nejmenovaly děkanem v Blovicích. Věřil také, že veřejné vystupování proti udávání a pomoc rodinám uvězněných mu zvýší autoritu a oblibu mezi farníky. Funkci administrátora blovického děkanského úřadu převzal po Slaběňákově zatčení Jan Zítek. Do 30. března 1943 byl Slaběňák držen na plzeňském gestapu a poté trávil nějakou dobu ve vazební věznici gestapa na Karlově náměstí v Praze. Poté, co německý sondergericht Slaběňáka odsoudil ke čtyřem letům žaláře, došlo k jeho převozu do Malé pevnosti Terezín. Od 9. července 1943 do konce války byl vězněn v koncentračním táboře Dachau. Mezi spoluvězni v tomto koncentračním táboře se ujala Slaběňákova smyšlená historka o důvodech jeho zatčení gestapem. Tvrdil, že v Blovicích ilegálně organizoval skautského hnutí a byl zapojen do odbojové činnosti. S takovou interpretací se můžeme dokonce setkat i v poválečné literatuře vycházející ze vzpomínek Slaběňákových spoluvězňů.

## Poválečné období
Dne 30. května 1945 byl údajně Slabeňák blovickými občany spatřen v Plzni. Před československými úřady se pokoušel vystupovat jako propuštěný politický vězeň nacismu. Poté, co se ale úřady dostaly k torzu spáleného archivu plzeňského gestapa, ukázal se pravý důvod Slaběňákova zatčení. Před novým zadržením se kněz zachránil útěkem na Slovensko. Zde se mohl spolehnout na pomoc vlivných osob napojených na zaniklý ľuďácký režim. V roce 1947 byl nakonec v Trenčíně zatčen, ale kvůli údajné tuberkulóze našel útočiště v tamní vězeňské nemocnici. Mimořádný lidový soud v Plzni usiloval o Slaběňákovo vydání, avšak neúspěšně. Soud proběhl v Plzni koncem dubna 1947 ve Slaběňákově nepřítomnosti. Dle inventáře Mimořádného lidového soudu v Plzni byl odsouzen (čj. Ls 305/1947) až v roce 1947 s trestem v délce 30 let dle trestního zákona § 297/3 se začátkem trestu 18. ledna 1947. Místo nástupu trestu byl Karel Slaběňák 1. května 1947 svévolně z trenčínské vězeňské nemocnice propuštěn na svobodu a slehla se po něm zem. Část tisku uváděla, že utekl do Švýcarska. Na podzim 1947 byla celá kauza komunisty šikovně využita v politickém boji proti Demokratické straně, která na Slovensku řídila pověřenectvo spravedlnosti. Od května 1947 ukrýval Slaběňáka, vystupujícího pod jménem Robert Rezníček, viceprovinciál slovenského řádu milosrdných bratří František Boško v klášteře ve slovenském městě Skalica nedaleko Hodonína. Slaběňák se zde prezentoval jako příslušník odboje proti komunistickému režimu. Po více než osmi letech skrývání byl v prosinci 1955 udán Státní bezpečností. V lednu 1956 byl uvězněn a odsouzen.
Dne 7. října 1957 se stal Slabeňák v Leopoldově agentem Státní bezpečnosti pod registračním číslem svazku 2164 a krycím jménem „Papež“. Ostatní političtí vězni dobře znali Slaběňákův charakter a měli se před ním na pozoru. Svazek byl ukončen o měsíc později, 11. listopadu 1957 s archivním číslem 1604. Dne 8. června 1963 se stal pod 1. zvláštním oddělením KS MV Ostrava agentem Státní bezpečnosti pod registračním číslem 9069 a „Papež“, dále byl 1. zvláštním odborem MV založen 6. dubna 1965 svazek agenta s číslem 24471 a jménem „Jaroslav“; pod stejným jménem pak svazek č. 2048 u Statisticko-evidenční odbor FMV 26. 1. 1971 a archivován byl 3. 5. 1976 pod archivním číslem 693474, přičemž dokumenty byly zničeny 11. října 1984.  V roce 1965 bylo navrženo, že trest za protistátní činnost s malou společenskou nebezpečností měl dostatečný výchovný účinek a Slaběňák může být tedy předčasně propuštěn k 1. červenci 1965. Tato iniciativa vzešla od tehdejšího ministra školství a kultury Čestmíra Císaře. Sedmapadesátiletý kněz byl propuštěn na svobodu. Závěr svého života trávil v domově pro staré kněze v Senohrabech u Hrusic. Zemřel v Trenčíně 4. září 1977.